# ТЕС Карачаганак
51°21′14″ пн. ш. 53°12′32″ сх. д. / 51.35389° пн. ш. 53.20889° сх. д.
ТЕС Карачаганак — теплова електростанція на заході Казахстану. 
Електростанція входить до комплексу облаштування унікального газонафтоконденсатного родовища Карачаганак та використовує газ, підготований Карачаганакським переробним комплексом (одна з установок підготовки продукції родовища). Вона складається із чотирьох встановлених на роботу у відкритому циклі турбін General Electriс типу PG 6561B потужністю по 25 МВт, які стали до ладу в 2001 (дві), 2002 та 2005 роках.